# Galatasaray Istanbul/Saison 1972/73
Die Saison 1972/73 von Galatasaray Istanbul war die 65. Saison in der Vereinsgeschichte und die 15. Saison in der türkischen Liga, der 1. Lig. Der Klub beendete die Saison wie in den zwei Spielzeiten zuvor auf dem 1. Platz und wurde zum sechsten Mal türkischer Meister. Mit dem Gewinn der Türkiye Kupası gelang Galatasaray das nationale Double.  Die Teilnahme am Europapokal der Landesmeister war nach der 1. Runde zu Ende.

## Personalien

### Kader
| Nat.       | Name            | Geburtsdatum  | im Verein seit | vorheriger Verein     |
| Torhüter   | Torhüter        | Torhüter      | Torhüter       | Torhüter              |
| ---------- | --------------- | ------------- | -------------- | --------------------- |
| Turkei     | Nihat Akbay     | 1. Jan. 1945  | 1968           | Beykozspor            |
| Turkei     | Yasin Özdenak   | 11. Okt. 1948 | 1967           | Istanbulspor          |
| Abwehr     |                 |               |                |                       |
| Turkei     | Ekrem Günalp    | 1. Jan. 1947  | 1969           | Gençlerbirliği Ankara |
| Turkei     | Tarık Küpoğlu   | 1. Jan. 1948  | 1971           | Sarıyer SK            |
| Turkei     | Arif Kuşdoğan   | 1. Jan. 1956  | 1972           | eigene Jugend         |
| Turkei     | Muzaffer Sipahi | 1. Jan. 1941  | 1968           | Ankara Demirspor      |
| Turkei     | Tuncay Temeller | 1. Jan. 1948  | 1970           | PTT                   |
| Turkei     | Samim Yağız     | 15. Apr. 1950 | 1969           | eigene Jugend         |
| Mittelfeld |                 |               |                |                       |
| Turkei     | Ahmet Akkuş     | 1. Jan. 1944  | 1970           | Kütahyaspor           |
| Turkei     | Aydın Güleş     | 1. Jan. 1944  | 1970           | PTT                   |
| Turkei     | Mehmet Oğuz     | 3. Mai 1949   | 1967           | Kadırga SK            |
| Turkei     | Bülent Ünder    | 16. Apr. 1949 | 1969           | eigene Jugend         |
| Turkei     | Savaş Yarbay    | 1. Jan. 1946  | 1970           | Aydınspor             |
| Angriff    |                 |               |                |                       |
| Turkei     | Olcay Başarır   | 1. Jan. 1949  | 1969           | Mersin İdman Yurdu    |
| Turkei     | Cengiz Erkazan  | 1. Jan. 1946  | 1970           | Şekerspor             |
| Turkei     | Uğur Köken      | 28. Nov. 1937 | 1959           | eigene Jugend         |
| Turkei     | Metin Kurt      | 15. März 1948 | 1970           | PTT                   |
| Turkei     | Gökmen Özdenak  | 22. Juni 1947 | 1967           | Istanbulspor          |
| Turkei     | Mehmet Özgül    | 1. Jan. 1950  | 1972           | Sirkeci SK            |
| Turkei     | Suphi Soylu     | 1. Jan. 1949  | 1970           | Sarıyer SK            |
| Turkei     | Korhan Tınaz    | 25. Nov. 1950 | 1972           | Kütahyaspor           |

#### Transfers
| Zugänge                                                                                  | Abgänge                                                                                  |
| ---------------------------------------------------------------------------------------- | ---------------------------------------------------------------------------------------- |
| - Arif Kuşdoğan (eigene Jugend) - Mehmet Özgül (Sirkeci SK) - Korhan Tınaz (Kütahyaspor) | - Yıldırım Benayyat (Istanbulspor) - Ayhan Elmastaşoğlu (n. a.) - Ljubomir Milić (n. a.) |

## Spielkleidung
| Heim | Auswärts | Ausweich |

## Saison
Alle Ergebnisse aus Sicht von Galatasaray Istanbul.
Die Tabelle listet alle 1.-Lig-Spiele des Vereins der Saison 1972/73 auf. Siege sind grün, Unentschieden gelb und Niederlagen rot markiert.

### 1. Lig
| ST | Datum              | Gegner              | Ort                             | Ergebnis  | Tor(e) für Galatasaray Istanbul                                                  | Karte(n) für Galatasaray Istanbul |
| -- | ------------------ | ------------------- | ------------------------------- | --------- | -------------------------------------------------------------------------------- | --------------------------------- |
| 01 | 9. September 1972  | PTT                 | Mithatpaşa Stadı, Istanbul      | 3:0 (1:0) | 1:0 Özdenak (36.), 2:0 Köken (83.), 3:0 Özdenak (86.)                            | keine                             |
| 02 | 16. September 1972 | Şekerspor           | 19 Mayıs Stadı, Ankara          | 0:0       | keine                                                                            | keine                             |
| 03 | 24. September 1972 | Mersin İdman Yurdu  | Ali Sami Yen Stadyumu, Istanbul | 2:0 (0:0) | 1:0 Özgül (12.), 2:0 Kurt (43.)                                                  | keine                             |
| 04 | 1. Oktober 1972    | Beşiktaş Istanbul   | Mithatpaşa Stadı, Istanbul      | 0:0       | keine                                                                            | keine                             |
| 05 | 8. Oktober 1972    | Altay Izmir         | Atatürk Stadı, Izmir            | 2:0 (2:0) | 1:0 Özgül (7.), 2:0 Başarır (13.)                                                | keine                             |
| 06 | 14. Oktober 1972   | Göztepe Izmir       | Mithatpaşa Stadı, Istanbul      | 0:1 (0:0) | keine                                                                            | keine                             |
| 07 | 29. Oktober 1972   | Giresunspor         | Şehir Stadı, Giresun            | 1:1 (0:0) | 1:1 Özgül (86.)                                                                  | keine                             |
| 08 | 4. November 1972   | Vefa Istanbul       | Mithatpaşa Stadı, Istanbul      | 2:1 (1:0) | 1:0 Temeller (41. Elfmeter), 2:0 Temeller (66.)                                  | keine                             |
| 09 | 13. November 1972  | Adanaspor           | Mithatpaşa Stadı, Istanbul      | 1:0 (0:0) | 1:0 Kurt (85.)                                                                   | keine                             |
| 10 | 19. November 1972  | Boluspor            | Şehir Stadı, Bolu               | 0:0       | keine                                                                            | keine                             |
| 11 | 25. November 1972  | Eskişehirspor       | Mithatpaşa Stadı, Istanbul      | 3:1 (1:0) | 1:0 Güleş (35.), 2:0 Kurt (55.), 3:0 Akkuş (85.)                                 | keine                             |
| 12 | 3. Dezember 1972   | Fenerbahçe Istanbul | Mithatpaşa Stadı, Istanbul      | 1:1 (1:0) | 1:0 Akkuş (43.)                                                                  | keine                             |
| 13 | 17. Dezember 1972  | MKE Ankaragücü      | 19 Mayıs Stadı, Ankara          | 0:0       | keine                                                                            | keine                             |
| 14 | 24. Dezember 1972  | Samsunspor          | Mithatpaşa Stadı, Istanbul      | 5:0 (3:0) | 1:0 Kurt (10.), 2:0 Akkuş (17.), 3:0 Kurt (45.), 4:0 Kurt (59.), 5:0 Akkuş (85.) | keine                             |
| 15 | 31. Dezember 1972  | Bursaspor           | Atatürk Stadı, Bursa            | 1:0 (0:0) | 1:0 Güleş (65.)                                                                  | keine                             |
| 16 | 4. Februar 1973    | PTT                 | 19 Mayıs Stadı, Ankara          | 1:1 (1:1) | 1:0 Ünder (6.)                                                                   | keine                             |
| 17 | 10. Februar 1973   | Şekerspor           | Mithatpaşa Stadı, Istanbul      | 1:0 (1:0) | 1:0 Özgül (5.)                                                                   | keine                             |
| 18 | 18. Februar 1973   | Mersin İdman Yurdu  | Tevfik Sırrı Gür Stadı, Mersin  | 0:0       | keine                                                                            | keine                             |
| 19 | 4. März 1973       | Beşiktaş Istanbul   | Mithatpaşa Stadı, Istanbul      | 3:0 (1:0) | 1:0 Temeller (22. Elfmeter), 2:0 Akkuş (52.), 3:0 Özgül (58.)                    | keine                             |
| 20 | 11. März 1973      | Altay Izmir         | Mithatpaşa Stadı, Istanbul      | 1:0 (1:0) | 1:0 Kurt (21.)                                                                   | keine                             |
| 21 | 18. März 1973      | Göztepe Izmir       | Atatürk Stadı, Izmir            | 4:0 (1:0) | 1:0 Temeller (37.), 2:0 Özgül (51.), 3:0 Akkuş (56.), 4:0 Özgül (58.)            | keine                             |
| 22 | 24. März 1973      | Giresunspor         | Mithatpaşa Stadı, Istanbul      | 2:0 (1:0) | 1:0 Temeller (9.), 2:0 Tınaz (64.)                                               | keine                             |
| 23 | 31. März 1973      | Vefa Istanbul       | Mithatpaşa Stadı, Istanbul      | 3:1 (0:1) | 1:1 Özgül (53.), 2:1 Özgül (62.), 3:1 Özgül (76.)                                | keine                             |
| 24 | 8. April 1973      | Adanaspor           | Şehir Stadı, Adana              | 1:0 (1:0) | 1:0 Oğuz (24.)                                                                   | keine                             |
| 25 | 15. April 1973     | Boluspor            | Mithatpaşa Stadı, Istanbul      | 3:1 (3:1) | 1:0 Kurt (5.), 2:0 Ünder (10.), 3:1 Temeller (17.)                               | keine                             |
| 26 | 22. April 1973     | Eskişehirspor       | Atatürk Stadı, Eskişehir        | 0:2 (0:0) | keine                                                                            | keine                             |
| 27 | 29. April 1973     | Fenerbahçe Istanbul | Mithatpaşa Stadı, Istanbul      | 1:0 (1:0) | 1:0 Temeller (28.)                                                               | keine                             |
| 28 | 12. Mai 1973       | MKE Ankaragücü      | Mithatpaşa Stadı, Istanbul      | 3:0 (2:0) | 1:0 Günalp (35.), 2:0 Kurt (44.), 3:0 Özgül (60.)                                | keine                             |
| 29 | 20. Mai 1973       | Samsunspor          | Şehir Stadı, Samsun             | 1:1 (1:1) | 1:1 Temeller (26.)                                                               | keine                             |
| 30 | 27. Mai 1973       | Bursaspor           | Mithatpaşa Stadı, Istanbul      | 2:1 (1:0) | 1:0 Özgül (25.), 2:1 Özgül (90.)                                                 | keine                             |

### Türkiye Kupası
| Runde        | Datum             | Gegner        | Ort                        | Ergebnis  | Tor(e) für Galatasaray Istanbul                                                                | Karte(n) für Galatasaray Istanbul                 |
| ------------ | ----------------- | ------------- | -------------------------- | --------- | ---------------------------------------------------------------------------------------------- | ------------------------------------------------- |
| 1R-Hinspiel  | 1. November 1972  | Orduspor      | Mithatpaşa Stadı, Istanbul | 5:1 (2:0) | 1:0 Temeller (15. Elfmeter), 2:0 Tınaz (42.), 3:0 Tınaz (48.), 4:0 Oğuz (69.), 5:0 Tınaz (78.) | keine                                             |
| 1R-Rückspiel | 15. November 1972 | Orduspor      | 19 Eylül Stadı, Ordu       | 2:1 (1:1) | 1:0 Özdenak (18.), 2:1 Kurt (70.)                                                              | keine                                             |
| 2R-Hinspiel  | 13. Dezember 1972 | Eskişehirspor | Atatürk Stadı, Eskişehir   | 0:0       | keine                                                                                          | keine                                             |
| 2R-Rückspiel | 27. Dezember 1972 | Eskişehirspor | Mithatpaşa Stadı, Istanbul | 3:0 (0:0) | 1:0 Kurt (62.), 2:0 Özdenak (79.), 3:0 Oğuz (86. Elfmeter)                                     | keine                                             |
| VF-Hinspiel  | 28. Januar 1973   | Bursaspor     | Mithatpaşa Stadı, Istanbul | 4:1 (3:0) | 1:0 Kurt (2.), 2:0 Akkuş (15.), 3:0 Sipahi (31.), 4:1 Özgül (83.)                              | keine                                             |
| VF-Rückspiel | 28. Februar 1973  | Bursaspor     | Atatürk Stadı, Bursa       | 1:1 (0:1) | 1:1 Özdenak (72.)                                                                              | keine                                             |
| HF-Hinspiel  | 14. März 1973     | Vefa Istanbul | Mithatpaşa Stadı, Istanbul | 2:1 (2:1) | 1:0 Özgül (13.), 2:0 Özgül (32.)                                                               | Sipahi (41.), Kurt (48.), Özgül (72.), Oğuz (84.) |
| HF-Rückspiel | 4. April 1973     | Vefa Istanbul | Mithatpaşa Stadı, Istanbul | 0:0       | keine                                                                                          | keine                                             |

### Finale

#### Hinspiel
| Paarung              | Galatasaray Istanbul – MKE Ankaragücü |
| Ergebnis             | 3:1 (1:1) |
| Datum                | 2. Mai 1973 um 15:30 Uhr |
| Stadion              | Mithatpaşa Stadı, Istanbul |
| Schiedsrichter       | Sedat Özselçuk (Istanbul) |
| Tore                 | 0:1 Metin Yılmaz (17.) 1:1 Gökmen Özdenak (36.) 2:1 Gökmen Özdenak (72.) 3:1 Mehmet Oğuz (89.) |
| Galatasaray Istanbul | Yasin Özdenak – Tarık Küpoğlu (46. Ahmet Akkuş), Ekrem Günalp, Muzaffer Sipahi, Tuncay Temeller – Mehmet Oğuz, Bülent Ünder (83. Olcay Başarır), Aydın Güleş – Gökmen Özdenak, Metin Kurt, Mehmet Özgül Cheftrainer: Brian Birch ( England) |
| MKE Ankaragücü       | Baskın Soysal – Mehmet Aktan, Erman Toroğlu, Müjdat Yalman, Melih Atacan – Coşkun Süer, İsmail Dilber, Metin Yılmaz, Selçuk Yalçıntaş – Zafer Göncüler, Köksal Mesçi Cheftrainer: Ziya Taner                                                |
| Gelbe Karten         | Mehmet Oğuz – Baskın Soysal, İsmail Dilber |

#### Rückspiel
| Paarung              | MKE Ankaragücü – Galatasaray Istanbul |
| Ergebnis             | 1:1 (0:0) |
| Datum                | 23. Mai 1973 um 15:30 Uhr |
| Stadion              | 19 Mayıs Stadyumu, Ankara |
| Schiedsrichter       | Ziya Türkdoğan |
| Tore                 | 0:1 Metin Kurt (70.) 1:1 Erman Toroğlu (73.) |
| MKE Ankaragücü       | Aydın Tohumcu – Remzi Hotlar, Adnan Pirol, Müjdat Yalman, Erman Toroğlu – Metin Yılmaz, Melih Atacan, İsmail Dilber, Zafer Göncüler – Behzat Çınar (53. Coşkun Akyel), Köksal Mesçi Cheftrainer: Ziya Taner                               |
| Galatasaray Istanbul | Yasin Özdenak – Muzaffer Sipahi, Tuncay Temeller, Ekrem Günalp – Mehmet Oğuz, Aydın Güleş, Bülent Ünder (82. Olcay Başarır), Korhan Tınaz (81. Uğur Köken) – Gökmen Özdenak, Mehmet Özgül, Metin Kurt Cheftrainer: Brian Birch ( England) |
| Gelbe Karten         | Erman Toroğlu, İsmail Dilber, Melih Atacan – keine |

### Europapokal der Landesmeister
| Runde        | Datum              | Gegner            | Ort                        | Ergebnis  | Tor(e) für Galatasaray Istanbul | Karte(n) für Galatasaray Istanbul |
| ------------ | ------------------ | ----------------- | -------------------------- | --------- | ------------------------------- | --------------------------------- |
| 1R-Hinspiel  | 13. September 1972 | FC Bayern München | Mithatpaşa Stadı, Istanbul | 1:1 (0:0) | 1:0 Ünder (55.)                 | keine                             |
| 1R-Rückspiel | 27. September 1972 | FC Bayern München | Olympiastadion München     | 0:6 (0:3) | keine                           | keine                             |

### Cumhurbaşkanlığı Kupası
Galatasaray Istanbul war Meister und Pokalsieger und so wurde zum ersten Mal der Başbakanlık-Kupası-Sieger Fenerbahçe Istanbul als Gegner angesetzt.
| Galatasaray Istanbul (Meister/Pokalsieger)           | Galatasaray Istanbul (Meister/Pokalsieger) | Fenerbahçe Istanbul (Başbakanlık Kupası-Sieger) | Fenerbahçe Istanbul (Başbakanlık Kupası-Sieger) |
| ---------------------------------------------------- | --- | --- | ----------------------------------------------- |
| Galatasaray Istanbul (Meister/Pokalsieger)           | \| 9. Juni 1973 um 15:00 Uhr in Ankara (19 Mayıs Stadı) \| \| Ergebnis: 1:2 (1:2) \| \| Schiedsrichter: Doğan Babacan \| \| Spielbericht \|                                                         | \| 9. Juni 1973 um 15:00 Uhr in Ankara (19 Mayıs Stadı) \| \| Ergebnis: 1:2 (1:2) \| \| Schiedsrichter: Doğan Babacan \| \| Spielbericht \|                                                               | Fenerbahçe Istanbul (Başbakanlık Kupası-Sieger) |
| Galatasaray Istanbul (Meister/Pokalsieger)           | Yasin Özdenak – Tuncay Temeller, Ekrem Günalp, Muzaffer Sipahi, Bülent Ünder – Mehmet Oğuz, Aydın Güleş, Korhan Tınaz, Mehmet Özgül – Olcay Başarır, Metin Kurt Cheftrainer: Brian Birch ( England) | Ilie Datcu – Yılmaz Şen, Niyazi Gülseven, Serkan Acar, Timuçin Çuğ – Fuat Saner, Ziya Şengül, Cevher Özer, Ersoy Sandalcı – Cemil Turan, Nedim Doğan (67. Yaşar Mumcuoğlu) Cheftrainer: Didi ( Brasilien) | Fenerbahçe Istanbul (Başbakanlık Kupası-Sieger) |
| Galatasaray Istanbul (Meister/Pokalsieger)           | 1:0 Metin Kurt (5.) | 1:1 Cemil Turan (19.) 1:2 Fuat Saner (45., Elfmeter) | Fenerbahçe Istanbul (Başbakanlık Kupası-Sieger) |
| 9. Juni 1973 um 15:00 Uhr in Ankara (19 Mayıs Stadı) | | |                                                 |
| Ergebnis: 1:2 (1:2)                                  | | |                                                 |
| Schiedsrichter: Doğan Babacan                        | | |                                                 |
| Spielbericht                                         | | |                                                 |

### TSYD Kupası
| Datum           | Gegner              | Ort                        | Ergebnis | Tor(e) für Galatasaray Istanbul | Karte(n) für Galatasaray Istanbul |
| --------------- | ------------------- | -------------------------- | -------- | ------------------------------- | --------------------------------- |
| 16. August 1972 | Fenerbahçe Istanbul | Mithatpaşa Stadı, Istanbul | 0:0      | keine                           | keine                             |
| 23. August 1972 | Beşiktaş Istanbul   | Mithatpaşa Stadı, Istanbul | 0:0      | keine                           | keine                             |

## Statistiken

### Teamstatistik
| Wettbewerb                    | Punkte | daheim | daheim | daheim | daheim | daheim | auswärts | auswärts | auswärts | auswärts | auswärts | Gesamt | Gesamt | Gesamt | Gesamt | Gesamt | Tordifferenz |
| Wettbewerb                    | Punkte | Sp     | G      | U      | N      | TV     | Sp       | G        | U        | N        | TV       | Sp     | G      | U      | N      | TV     | Tordifferenz |
| ----------------------------- | ------ | ------ | ------ | ------ | ------ | ------ | -------- | -------- | -------- | -------- | -------- | ------ | ------ | ------ | ------ | ------ | ------------ |
| 1. Lig                        | 47:13  | 15     | 13     | 1      | 1      | 30:5   | 15       | 6        | 8        | 1        | 17:7     | 30     | 19     | 9      | 2      | 47:12  | +35          |
| Türkiye Kupası                | –      | 5      | 4      | 1      | 0      | 15:3   | 5        | 3        | 2        | 0        | 6:4      | 10     | 7      | 3      | 0      | 21:7   | +14          |
| Europapokal der Landesmeister | –      | 1      | 0      | 1      | 0      | 1:1    | 1        | 0        | 0        | 1        | 0:6      | 2      | 0      | 1      | 1      | 1:7    | −6           |
| Gesamt                        | 47:13  | 21     | 17     | 3      | 1      | 46:9   | 21       | 9        | 10       | 2        | 23:17    | 42     | 26     | 13     | 3      | 69:26  | +43          |

### Saisonverlauf
| Spieltag | 1 | 2 | 3 | 4 | 5 | 6 | 7 | 8 | 9 | 10 | 11 | 12 | 13 | 14 | 15 | 16 | 17 | 18 | 19 | 20 | 21 | 22 | 23 | 24 | 25 | 26 | 27 | 28 | 29 | 30 |
| -------- | - | - | - | - | - | - | - | - | - | -- | -- | -- | -- | -- | -- | -- | -- | -- | -- | -- | -- | -- | -- | -- | -- | -- | -- | -- | -- | -- |
| Spielort | H | A | H | H | A | H | A | A | H | A  | H  | A  | A  | H  | A  | A  | H  | A  | A  | H  | A  | H  | H  | A  | H  | A  | H  | H  | A  | H  |
| Resultat | S | U | S | U | S | N | U | S | S | U  | S  | U  | U  | S  | S  | U  | S  | U  | S  | S  | S  | S  | S  | S  | S  | N  | S  | S  | U  | S  |
| Platz    | 2 | 3 | 3 | 2 | 1 | 2 | 2 | 2 | 2 | 3  | 2  | 2  | 1  | 1  | 1  | 1  | 1  | 1  | 1  | 1  | 1  | 1  | 1  | 1  | 1  | 1  | 1  | 1  | 1  | 1  |

Quelle: https://www.weltfussball.de/spielplan/tur-sueperlig-1972-1973
Legende: Spielort: H = Heim; A = Auswärts. Resultat: S = Sieg; U = Unentschieden; N = Niederlage

### Spielerstatistiken
| Spieler         | 1. Lig   | 1. Lig | 1. Lig      | 1. Lig     | Türkiye Kupası/Cumhurbaşkanlığı Kupası | Türkiye Kupası/Cumhurbaşkanlığı Kupası | Türkiye Kupası/Cumhurbaşkanlığı Kupası | Türkiye Kupası/Cumhurbaşkanlığı Kupası | Europapokal der Landesmeister | Europapokal der Landesmeister | Europapokal der Landesmeister | Europapokal der Landesmeister | Total    | Total | Total       | Total      |
| Spieler         | Einsätze | Tore   | Gelbe Karte | Rote Karte | Einsätze                               | Tore                                   | Gelbe Karte                            | Rote Karte                             | Einsätze                      | Tore                          | Gelbe Karte                   | Rote Karte                    | Einsätze | Tore  | Gelbe Karte | Rote Karte |
| --------------- | -------- | ------ | ----------- | ---------- | -------------------------------------- | -------------------------------------- | -------------------------------------- | -------------------------------------- | ----------------------------- | ----------------------------- | ----------------------------- | ----------------------------- | -------- | ----- | ----------- | ---------- |
| Nihat Akbay     | 4        | 0      | 0           | 0          | 0                                      | 0                                      | 0                                      | 0                                      | 1                             | 0                             | 0                             | 0                             | 5        | 0     | 0           | 0          |
| Ahmet Akkuş     | 23       | 6      | 0           | 0          | 8                                      | 1                                      | 0                                      | 0                                      | 2                             | 0                             | 0                             | 0                             | 33       | 7     | 0           | 0          |
| Olcay Başarır   | 13       | 1      | 0           | 0          | 4                                      | 0                                      | 0                                      | 0                                      | 1                             | 0                             | 0                             | 0                             | 18       | 1     | 0           | 0          |
| Cengiz Erkazan  | 0        | 0      | 0           | 0          | 0                                      | 0                                      | 0                                      | 0                                      | 0                             | 0                             | 0                             | 0                             | 0        | 0     | 0           | 0          |
| Aydın Güleş     | 29       | 2      | 0           | 0          | 10                                     | 0                                      | 0                                      | 0                                      | 1                             | 0                             | 0                             | 0                             | 40       | 2     | 0           | 0          |
| Ekrem Günalp    | 29       | 1      | 0           | 0          | 10                                     | 0                                      | 0                                      | 0                                      | 2                             | 0                             | 0                             | 0                             | 41       | 1     | 0           | 0          |
| Uğur Köken      | 12       | 1      | 0           | 0          | 1                                      | 0                                      | 0                                      | 0                                      | 2                             | 0                             | 0                             | 0                             | 15       | 1     | 0           | 0          |
| Tarık Küpoğlu   | 23       | 0      | 0           | 0          | 8                                      | 0                                      | 0                                      | 0                                      | 2                             | 0                             | 0                             | 0                             | 33       | 0     | 0           | 0          |
| Metin Kurt      | 30       | 9      | 0           | 0          | 11                                     | 5                                      | 1                                      | 0                                      | 2                             | 0                             | 0                             | 0                             | 43       | 14    | 1           | 0          |
| Arif Kuşdoğan   | 1        | 0      | 0           | 0          | 0                                      | 0                                      | 0                                      | 0                                      | 0                             | 0                             | 0                             | 0                             | 1        | 0     | 0           | 0          |
| Mehmet Oğuz     | 28       | 2      | 0           | 0          | 11                                     | 3                                      | 2                                      | 0                                      | 2                             | 0                             | 0                             | 0                             | 41       | 5     | 2           | 0          |
| Gökmen Özdenak  | 20       | 2      | 0           | 0          | 7                                      | 5                                      | 0                                      | 0                                      | 2                             | 0                             | 0                             | 0                             | 29       | 7     | 0           | 0          |
| Yasin Özdenak   | 26       | 0      | 0           | 0          | 11                                     | 0                                      | 0                                      | 0                                      | 2                             | 0                             | 0                             | 0                             | 39       | 0     | 0           | 0          |
| Mehmet Özgül    | 26       | 12     | 0           | 0          | 9                                      | 3                                      | 1                                      | 0                                      | 1                             | 0                             | 0                             | 0                             | 36       | 15    | 1           | 0          |
| Muzaffer Sipahi | 28       | 0      | 0           | 0          | 11                                     | 1                                      | 1                                      | 0                                      | 2                             | 0                             | 0                             | 0                             | 41       | 1     | 1           | 0          |
| Suphi Soylu     | 1        | 0      | 0           | 0          | 1                                      | 0                                      | 0                                      | 0                                      | 0                             | 0                             | 0                             | 0                             | 2        | 0     | 0           | 0          |
| Tuncay Temeller | 20       | 8      | 0           | 0          | 9                                      | 1                                      | 0                                      | 0                                      | 2                             | 0                             | 0                             | 0                             | 31       | 9     | 0           | 0          |
| Korhan Tınaz    | 11       | 1      | 0           | 0          | 7                                      | 3                                      | 0                                      | 0                                      | 0                             | 0                             | 0                             | 0                             | 18       | 4     | 0           | 0          |
| Bülent Ünder    | 26       | 2      | 0           | 0          | 9                                      | 0                                      | 0                                      | 0                                      | 2                             | 1                             | 0                             | 0                             | 37       | 3     | 0           | 0          |
| Samim Yağız     | 0        | 0      | 0           | 0          | 1                                      | 0                                      | 0                                      | 0                                      | 0                             | 0                             | 0                             | 0                             | 1        | 0     | 0           | 0          |
| Savaş Yarbay    | 3        | 0      | 0           | 0          | 1                                      | 0                                      | 0                                      | 0                                      | 0                             | 0                             | 0                             | 0                             | 4        | 0     | 0           | 0          |